# Hippobroma
- Commons
- Wikispecies

Hippobroma é um gênero botânico pertencente à família Campanulaceae.